# Ljungan
Der Ljungan ist ein 399 km langer Fluss in Schweden, der durch die historischen Provinzen Härjedalen, Jämtland und Medelpad fließt.
Sein Einzugsgebiet beläuft sich auf 12.851 km². Die Quelle des Ljungan entspringt östlich des Sylan.
Von dort fließt er nach Nordosten zum Helagsfjäll und schließlich weiter zu seiner Mündung am Bottnischen Meerbusen, in der Nähe der Stadt Sundsvall.
Bis zu seiner Mündung wird der Ljungan beiderseits von zahlreichen Nebenflüssen gespeist und fließt zudem durch einige große Seen.
Des Weiteren befinden sich am Fluss mehrere Wasserkraftwerke.
Der obere Teil des Ljungan, vor allem zwischen Kalfjäll und Ljungdalen, ist ein beliebtes Freizeit- und Touristenziel, besonders für Kanu- und Kajak-Fahrer.

## Etymologie
In einer Pergament-Urkunde von 1412 wird erstmals eine Fischerei/ein Fischer aus der Kirchengemeinde Haverö in Norrtälje erwähnt. Laut der Urkunde hieß die Fischerei Oghnaroos. Die Endsilbe -os bedeutet so viel wie Flussmündung oder Verbindung. Das -ar in der Mitte ist eigentlich eine Genitivendsilbe, welches in diesem Fall die Lage der Fischerei am Fluss Oghn anzeigt. Aus dieser alten Silbe -ar entwickelten sich im Laufe der Zeit die schwedischen Wörter å (dt.: Bach/Fluss/Gewässer) bzw. älv (dt.: Fluss). Beide Wörter sind zudem mit der deutschen Silbe Ache verwandt.
Das altnordische Wort Oghn oder Ógn bedeutet so viel wie Angst, Furcht oder Schrecken, welches im Wort Ljungan in der Endsilbe -gan in abgewandelter Form vorkommt. Unter Beachtung des Namens der Fischerei aus der Urkunde und des Wortes Ljungan schloss man darauf, dass es sich bei dem Fluss Oghn um den Ljungan handeln müsse. Somit wurde der Ljungan erstmals 1412 Urkundlich erwähnt und bedeutet etwa Der Schreckliche oder Der Fruchtbare.
Da der Name Ljungan über Jahrhunderte entstand, ist nicht davon auszugehen, dass er mit den schwedischen Wörtern Ljung (Heide/Heidekraut) oder Ljungeld (Blitz) verwandt ist und somit auch nicht so etwas wie der leuchtende Fluss o. ä. bedeutet.

## Geografie
Die Quelle des Ljungan liegt östlich des Sylan, im Schwedischen Hochland an der Grenze zu Norwegen. Bis zur Ostsee fließen 46 größere Flüsse (sowie deren Nebenflüsse) in den Ljungan. Des Weiteren fließt er durch zahlreiche Seen.

## Nebenflüsse
Die Nebenflüsse sind von der Quelle bis zum Meer aufgelistet. Die Namen in Klammern sind die norwegischen Namen der Flüsse.
- Majån
- Luckstaån
- Hemgravsån
- Gimån
- Roggån
- Getterån
- Alderängesån
- Granån
- Täljeån
- Harrån
- Gulån
- Vattenån
- Råsjöån
- Aspån (Medelpad)
- Harrsjöån
- Juån
- Björsjöån
- Stor-Köljan
- Norrån
- Stensån
- Hortesån
- Länsterån
- Gillån
- Galvattsån
- Loån
- Röjan
- Kvarnån
- Nällsjöån
- Fuan (Fua)
- Aspån (Aspaoa)
- Rödbäcken (Raubekkjen)
- Fiskån (Fiskjaoa)
- Oxsjöån (Okssjøaoa)
- Doveln
- Brunnan (Brånna)
- Galån (Galaoa)
- Kvarnbäcken (Kvarnbekkjen)
- Arån (Araoa)
- Aloppan (Aloppa)
- Rövran (Røvra)
- Henan
- Storån
- Tandån
- Skärkån
- Kesuån

## Seen
Der Ljungan fließt durch elf größere Seen, darunter Havern, der größte See der historischen Provinz Medelpad. Die Seen sind, ebenfalls wie die Flüsse, in der Reihenfolge, wie sie von der Quelle bis zum Meer vorkommen, aufgelistet.
- Storsjön
- Gruckensjöarna
- Flåsjön
- (Stor-)Börtnen / (Lill-)Börtnen
- Bergstjärn
- Lännässjön
- Nästelsjön
- Rätanssjön
- Handsjön
- Holmsjön
- Havern